# XChange
Pour l’article homonyme, voir Xchange (homonymie).
Pour plus de détails, voir Fiche technique et Distribution.
XChange (ou Xchange / X Change) est un thriller de science-fiction, réalisé par Allan Moyle et sorti en 2000.

## Synopsis
À New York, en 2008, Stephan Toffler (Kim Coates) doit se rendre à une réunion importante à San Francisco. Grâce à une technologie de transfert cérébral appelée X Change, il peut quitter son enveloppe corporelle et intégrer celle d'une personne déjà présente sur place. Mais quand il décide de rentrer chez lui, il découvre que son corps a été enlevé par un terroriste.  

## Fiche technique
- Réalisation : Allan Moyle
- Photographie : Pierre Gill

## Distribution
- Janet Kidder : Alison De Waay
- Kim Coates : Stuart Toffler/James Fisk 2
- Kyle MacLachlan : James Fisk/Stuart Toffler 2
- Stephen Baldwin : Jeff (clone)/Stuart Toffler 3
- Pascale Bussières : Madeleine Renard
- Charles Edwin Powell : Quayle Scott
- Jayne Heitmeyer : Proponia
- Amy Sloan (en) : Gloria Glowacki 1
- Lisa Bronwyn Moore (en) : Gloria Glowacki 2
- Arnold Pinnock (en) : Agent Cornell Dickerson
- Franck Fontaine : Détective Moore
- Larry Day : Walt Simons
- Judah Katz : Lister
- Sean Devine (en) : Rix